# Liste der Finanzämter in Nordrhein-Westfalen
Diese Liste nennt die Finanzämter in Nordrhein-Westfalen.

## Allgemeines
Im Bundesland Nordrhein-Westfalen gibt es insgesamt 129 Finanzämter, wovon 104 sogenannte Festsetzungsfinanzämter sind, 25 davon sind Sonderfinanzämter (15 Finanzämter für Groß- und Konzernbetriebsprüfung sowie 10 Finanzämter für Steuerstrafsachen und Steuerfahndung). Alle Finanzämter sind der Oberfinanzdirektion Nordrhein-Westfalen unterstellt. Die sachliche und örtliche Zuständigkeit der Finanzämter ist in der Verordnung über die Zuständigkeiten der Finanzämter (Finanzamtszuständigkeitsverordnung – FA-ZVO) geregelt.

## Liste aller Festsetzung-Finanzämter
| Bild                                                                                               | Name Bundesfinanzamtsnummer         | Ort Adresse                                 | Finanzamtsbezirk | Gebäude | Behördengeschichte                                                                                                  |
| -------------------------------------------------------------------------------------------------- | ----------------------------------- | ------------------------------------------- | --- | ------- | --- |
| Festsetzungsfinanzämter im Oberfinanzbezirk Düsseldorf der Oberfinanzdirektion Nordrhein-Westfalen |                                     |                                             | |         | |
| 0                                                                                                  | Finanzamt Dinslaken 5101            | Dinslaken Schillerstraße 71                 | Vom Kreis Wesel die Städte Dinslaken, Voerde und die Gemeinde Hünxe | 0       | 0 |
| 0                                                                                                  | Finanzamt Duisburg-Hamborn 5107     | Duisburg Hufstraße 25                       | Von der Stadt Duisburg die Stadtbezirke Hamborn, Meiderich-Beeck und Walsum | 0       | 0 |
| 0                                                                                                  | Finanzamt Duisburg-Süd 5109         | Duisburg Landfermannstraße 25               | Von der Stadt Duisburg der Stadtbezirk Süd und die Stadtteile Altstadt, Dellviertel, Duissern, Neudorf-Nord und Neudorf-Süd | 0       | 0 |
| 0                                                                                                  | Finanzamt Duisburg-West 5134        | Duisburg Friedrich-Ebert-Straße 133         | Von der Stadt Duisburg die Stadtbezirke Homberg-Ruhrort und Rheinhausen und die Stadtteile Hochfeld, Kaßlerfeld, Neuenkamp und Wanheimerort | 0       | 0 |
| 0                                                                                                  | Finanzamt Düsseldorf-Altstadt 5103  | Düsseldorf Oberrather Straße 2              | Von der Stadt Düsseldorf die Stadtteile Altstadt, Heerdt, Karlstadt, Lörick, Niederkassel, Oberkassel und Pempelfort | 0       | 0 |
| 0                                                                                                  | Finanzamt Düsseldorf-Mettmann 5147  | Düsseldorf Harkortstraße 2                  | Vom Kreis Mettmann die Städte Erkrath, Mettmann und Ratingen | 0       | 0 |
| 0                                                                                                  | Finanzamt Düsseldorf-Mitte 5133     | Düsseldorf Kruppstraße 110                  | Von der Stadt Düsseldorf die Stadtteile Eller, Flingern-Nord, Flinergn-Süd, Gerresheim, Grafenberg, Hubbelrath, Lierendfeld, Oberbilk und Stadtmitte | 0       | 0 |
| 0                                                                                                  | Finanzamt Düsseldorf-Nord 5105      | Düsseldorf Hans-Böckler-Straße 36           | Von der Stadt Düsseldorf die Stadtteile Angermund, Derendorf, Düsseltalm, Golzheim, Kaiserswerth, Kalkum, Lichtenbroich, Lohausen, Mörsenbroich, Rath, Stockum, Unterrath und Wittlaer | 0       | 0 |
| 0                                                                                                  | Finanzamt Düsseldorf-Süd 5106       | Düsseldorf Kruppstraße 110                  | Von der Stadt Düsseldorf die Stadtteile Benrath, Bilk, Flehe, Friedrichstadt, Garath, Hafen, Hamm, Hassels, Hellerhof, Himmelgeist, Holthausen, Itter, Reisholz, Unterbach, Unterbilk, Urdenbach, Vennhausen, Volmerswerth und Wersten | 0       | 0 |
| 0                                                                                                  | Finanzamt Essen-NordOst 5111        | Essen Altendorfer Straße 129                | Von der Stadt Essen die Stadtteile Altendorf, Altenessen-Nord, Altenessen-Süd, Bedingrade, Bergeborbeck, Bochold, Borbeck-Mitte, Burgaltendorf, Dellwig, Freisenbruch, Frillendorf, Frintrop, Gerschede, Horst, Karnap, Katernberg, Kray, Leithe, Nordviertel, Ostviertel, Schönebeck, Schonnebeck, Stadtkern, Stelle, Stoppenberg, Überruhr-Hinsel, Überruhr-Holthausen, Vogelheim und Westviertel | 0       | 0 |
| 0                                                                                                  | Finanzamt Essen-Süd 5112            | Essen Altendorfer Straße 129                | Von der Stadt Essen die Stadtteile Bergerhausen, Bredeney, Byfang, Fischlaken, Frohnhausen, Fulerum, Haarzopf, Heidhausen, Heisingen, Holsterhausen, Huttrop, Kettwig, Kupferdreh, Margarethenhöhe, Rellinghausen, Rüttenscheid, Schuir, Stadtwald, Südostviertel, Südviertel und Werden | 0       | 0 |
| 0                                                                                                  | Finanzamt Geldern 5113              | Geldern Am Nierspark 25                     | Vom Kreis Kleve die Städte Geldern, Kevelaer, Straelen und die Gemeinden Issum, Kerken, Rheurdt, Wachtendonk und Weeze | 0       | 0 |
| 0                                                                                                  | Finanzamt Grevenbroich 5114         | Grevenbroich Merkatorstraße 12              | Vom Rhein-Kreis Neuss die Städte Dormagen, Grevenbroich, Korschenbroich und die Gemeinden Jüchen und Rommerskirchen | 0       | 0 |
| 0                                                                                                  | Finanzamt Hilden 5135               | Hilden Neustraße 60                         | Vom Kreis Mettmann die Städte Haan, Hilden, Langenfeld und Monheim am Rhein | 0       | 0 |
| 0                                                                                                  | Finanzamt Kamp-Lintfort 5119        | Kamp-Lintfort Südstraße 11                  | Vom Kreis Wesel die Städte Kamp-Lintfort, Moers, Neukirchen-Vluyn, Rheinberg, Xanten und die Gemeinden Alpen und Sonsbeck | 0       | 0 |
| 0                                                                                                  | Finanzamt Kempen 5115               | Kempen Arnoldstraße 13                      | Vom Kreis Viersen die Städte Kempen, Nettetal, Tönisvorst und die Gemeinde Grefrath | 0       | 0 |
| 0                                                                                                  | Finanzamt Kleve 5116                | Kleve Emmericher Straße 182                 | Vom Kreis Kleve die Städte Emmerich am Rhein, Goch, Kalkar, Kleve, Kranenburg, Rees und die Gemeinden Bedburg-Hau, Uedem | 0       | 0 |
| 0                                                                                                  | Finanzamt Krefeld 5117              | Krefeld Grenzstraße 100                     | Die Stadt Krefeld | 0       | 0 |
| 0                                                                                                  | Finanzamt Mönchengladbach 5121      | Mönchengladbach Am Hockeypark 2             | Die Stadt Mönchengladbach | 0       | 0 |
| 0                                                                                                  | Finanzamt Mülheim an der Ruhr 5120  | Mülheim an der Ruhr Wilhelmstraße 7         | Die Stadt Mülheim an der Ruhr | 0       | 0 |
| 0                                                                                                  | Finanzamt Neuss 5122                | Neuss Hammfelddamm 9                        | Vom Rhein-Kreis Neuss die Städte Kaarst, Meerbusch und Neuss | 0       | 0 |
| 0                                                                                                  | Finanzamt Oberhausen-Nord 5123      | Oberhausen Gymnasialstraße 16               | Von der Stadt Oberhausen der Stadtteil Sterkrade und der Stadtteil Osterfeld nördlich des Rhein-Herne Kanals | 0       | 0 |
| 0                                                                                                  | Finanzamt Oberhausen-Süd 5124       | Oberhausen Schwartzstraße 7                 | Von der Stadt Oberhausen der Stadtteil Alt-Oberhausen und der Stadtteil Osterfeld südlich des Rhein-Herne Kanals | 0       | 0 |
| 0                                                                                                  | Finanzamt Remscheid 5126            | Remscheid Wupperstraße 10                   | Die Stadt Remscheid | 0       | 0 |
| 0                                                                                                  | Finanzamt Solingen 5128             | Solingen Goerdelerstraße 50                 | Die Stadt Solingen | 0       | 0 |
| 0                                                                                                  | Finanzamt Velbert 5139              | Velbert Nedderstraße 38                     | Vom Kreis Mettmann die Städte Heiligenhaus, Velbert, Wülfrath | 0       | 0 |
| 0                                                                                                  | Finanzamt Viersen 5102              | Viersen Eindhovener Straße 71               | Vom Kreis Viersen die Städte Viersen, Willich und die Gemeinden Brüggen, Niederkrüchten, Schwalmtal | 0       | 0 |
| 0                                                                                                  | Finanzamt Wesel 5130                | Wesel Heuberg 8                             | Vom Kreis Wesel die Städte Hamminkeln, Wesel und die Gemeinde Schermbeck | 0       | 0 |
| 0                                                                                                  | Finanzamt Wuppertal-Barmen 5131     | Wuppertal Unterdörnen 96                    | Von der Stadt Wuppertal die Stadtteile Barmen, Beyenburg, Langerfeld und Ronsdorf | 0       | 0 |
| 0                                                                                                  | Finanzamt Wuppertal-Elberfeld 5132  | Wuppertal Kasinostraße 12                   | Von der Stadt Wuppertal die Stadtteile Cronenberg, Elberfeld und Vohwinkel | 0       | 0 |
| Festsetzungsfinanzämter im Oberfinanzbezirk Köln der Oberfinanzdirektion Nordrhein-Westfalen       |                                     |                                             | |         | |
| 0                                                                                                  | Finanzamt Aachen-Kreis 5202         | Aachen Krefelder Straße 210                 | Die Städteregion Aachen, damit: Alsdorf, Baesweiler, Eschweiler, Herzogenrath, Monschau, Roetgen, Simmerath, Stolberg, Würselen | 0       | 0 |
| 0                                                                                                  | Finanzamt Aachen-Stadt 5201         | Aachen Krefelder Straße 210                 | Stadt Aachen | 0       | 0 |
| 0                                                                                                  | Finanzamt Bergheim 5203             | Bergheim Rathausstraße 3                    | Vom Rhein-Erft-Kreis die Städte Bedburg, Bergheim, Elsdorf, Kerpen und Pulheim | 0       | 0 |
| 0                                                                                                  | Finanzamt Bergisch Gladbach 5204    | Bergisch Gladbach Refrather Weg 35          | Vom Rheinisch-Bergischen Kreis die Städte Bergisch Gladbach, Overath, Rösrath und die Gemeinden Kürten und Odenthal | 0       | 0 |
| 0                                                                                                  | Finanzamt Bonn-Außenstadt 5206      | Bonn Bachstraße 36                          | Von der Stadt Bonn die Stadtbezirke Bad Godesberg, Beuel und Hardtberg | 0       | 0 |
| 0                                                                                                  | Finanzamt Bonn-Innenstadt 5205      | Bonn Welschnonnenstraße 15                  | Von der Stadt Bonn der Stadtbezirk Bonn | 0       | 0 |
| 0                                                                                                  | Finanzamt Brühl 5224                | Brühl Kölnstraße 104                        | Vom Rhein-Erft-Kreis die Städte Brühl, Erftstadt, Frechen, Hürth und Wesseling | 0       | 0 |
| 0                                                                                                  | Finanzamt Düren 5207                | Düren Goethestraße 7                        | Vom Kreis Düren die Städte Düren, Heimbach, Nideggen und die Gemeinden Hürtgenwald, Kreuzau, Langerwehe, Merzenich, Niederzier, Nörvenich, Vettweiß | 0       | 0 |
| 0                                                                                                  | Finanzamt Erkelenz 5208             | Erkelenz Südpromenade 37                    | Vom Kreis Heinsberg die Städte Erkelenz, Hückelhoven, Wegberg | 0       | 0 |
| 0                                                                                                  | Finanzamt Euskirchen 5209           | Euskirchen Thomas-Mann-Straße 2             | Vom Kreis Euskirchen die Städte Bad Münstereifel, Euskirchen, Zülpich und die Gemeinde Weilerswist | 0       | 0 |
| 0                                                                                                  | Finanzamt Geilenkirchen 5210        | Geilenkirchen Herzog-Wilhelm-Straße 41 – 47 | Vom Kreis Heinsberg die Städte Geilenkirchen, Heinsberg, Übach-Palenberg, Wassenberg und die Gemeinden Gangelt, Selfkant, Waldfeucht | 0       | 0 |
| 0                                                                                                  | Finanzamt Gummersbach 5212          | Gummersbach Mühlenbergweg 5                 | Vom Oberbergischen Kreis die Städte Bergneustadt, Gummersbach, Waldbröl, Wiehl und die Gemeinden Engelskirchen, Marienheide, Morsbach, Nümbrecht, Reichshof | 0       | 0 |
| 0                                                                                                  | Finanzamt Jülich 5213               | Jülich Wilhelmstraße 5                      | Vom Kreis Düren die Städte Jülich, Linnich und die Gemeinden Aldenhoven, Inden, Titz | 0       | 0 |
| 0                                                                                                  | Finanzamt Köln-Altstadt 5214        | Köln Am Weidenbach 2                        | Von der Stadt Köln die Stadtteile Altstadt-Süd, Deutz und Neustadt-Süd | 0       | 0 |
| 0                                                                                                  | Finanzamt Köln-Mitte 5215           | Köln Blaubach 7                             | Von der Stadt Köln die Stadtteile Altstadt-Nord und Neustadt-Nord | 0       | 0 |
| 0                                                                                                  | Finanzamt Köln-Nord 5217            | Köln Innere Kanalstraße 214                 | Von der Stadt Köln der Stadtbezirk Chorweiler ohne die Stadtteile Esch/Auweiler und Pesch, der Stadtbezirk Ehrenfeld ohne die Stadtteile Bocklemünd/Mengenich und Vogelsang und der Stadtbezirk Nippes | 0       | 0 |
| 0                                                                                                  | Finanzamt Köln-Ost 5218             | Köln Siegesstraße 1                         | Von der Stadt Köln der Stadtbezirk Kalk ohne die Stadtteile Brück, Neubrück, Ostheim und Rath/Heumar und der Stadtbezirk Mülheim | 0       | 0 |
| 0                                                                                                  | Finanzamt Köln-Porz 5216            | Köln Klingerstraße 2                        | Von der Stadt Köln der Stadtbezirk Porz und die Stadtteile Brück, Neubrück, Ostheim und Rath/Heumar | 0       | 0 |
| 0                                                                                                  | Finanzamt Köln-Süd 5219             | Köln Am Weidenbach 6                        | Von der Stadt Köln der Stadtbezirk Rodenkirchen und die Stadtteile Klettenberg und Sülz | 0       | 0 |
| 0                                                                                                  | Finanzamt Köln-West 5223            | Köln Haselbergstraße 20                     | Von der Stadt Köln der Stadtbezirk Lindenthal ohne die Stadtteile Klettenberg und Sülz und die Stadtteile Bocklemünd/Mengenich, Esch/Auweiler, Pesch und Vogelsang | 0       | 0 |
| 0                                                                                                  | Finanzamt Leverkusen 5230           | Leverkusen Marie-Curie-Straße 2             | Die Stadt Leverkusen und vom Rheinisch-Bergischen Kreis die Städte Burscheid, Leichlingen, Wermelskirchen | 0       | 0 |
| 0                                                                                                  | Finanzamt Sankt Augustin 5222       | Sankt Augustin Hubert-Minz-Straße 10        | Vom Rhein-Sieg-Kreis die Städte Bad Honnef, Bornheim, Königswinter, Meckenheim, Rheinbach, Sankt Augustin und die Gemeinden Alfter, Swisttal, Wachtberg | 0       | 0 |
| 0                                                                                                  | Finanzamt Schleiden 5211            | Schleiden Kurhausstraße 7                   | Vom Kreis Euskirchen die Städte Mechernich, Schleiden und die Gemeinden Blankenheim, Dahlem, Hellenthal, Kall, Nettersheim | 0       | 0 |
| 0                                                                                                  | Finanzamt Siegburg 5220             | Siegburg Mühlenstraße 19                    | Vom Rhein-Sieg-Kreis die Städte Hennef, Siegburg, Niederkassel, Lohmar, Troisdorf und die Gemeinden Eitorf, Much, Neunkirchen-Seelscheid, Ruppichteroth, Windeck | 0       | 0 |
| 0                                                                                                  | Finanzamt Wipperfürth 5221          | Wipperfürth Am Stauweiher 3                 | Vom Oberbergischen Kreis die Städte Hückeswagen, Radevormwald, Wipperfürth und die Gemeinde Lindlar | 0       | 0 |
| Festsetzungsfinanzämter im Oberfinanzbezirk Münster der Oberfinanzdirektion Nordrhein-Westfalen    |                                     |                                             | |         | |
| 0                                                                                                  | Finanzamt Ahaus 5301                | Ahaus Vredener Dyk 2                        | Vom Kreis Borken die Städte Ahaus, Gescher, Gronau, Stadtlohn, Vreden und die Gemeinden Heek, Legden, Schöppingen und Südlohn | 0       | 0 |
| 0                                                                                                  | Finanzamt Altena 5302               | Altena Winkelsen 11                         | Vom Märkischen Kreis die Städte Altena, Neuenrade, Plettenberg, Werdohl und die Gemeinden Herscheid und Nachrodt-Wiblingwerde | 0       | 0 |
| 0                                                                                                  | Finanzamt Arnsberg 5303             | Arnsberg Rumbecker Straße 36                | Vom Hochsauerlandkreis die Städte Arnsberg und Sundern | 0       | 0 |
| 0                                                                                                  | Finanzamt Beckum 5304               | Beckum Paterweg 25                          | Vom Kreis Warendorf die Städte Ahlen, Beckum, Drensteinfurt, Oelde, Sendenhorst und die Gemeinde Wadersloh | 0       | 0 |
| 0                                                                                                  | Finanzamt Bielefeld-Außenstadt 5349 | Bielefeld Ravensberger Straße 125           | Von der Stadt Bielefeld das Gebiet der durch das Gesetz zur Neugliederung der Gemeinden und Kreise des Neugliederungsraumes Bielefeld vom 24. Oktober 1972 eingegliederten Gemeinden und Gemeindeteile | 0       | 0 |
| 0                                                                                                  | Finanzamt Bielefeld-Innenstadt 5305 | Bielefeld Ravensberger Straße 90            | Von der Stadt Bielefeld das Gebiet vor dem Inkrafttreten des Gesetzes zur Neugliederung der Gemeinden und Kreise des Neugliederungsraumes Bielefeld vom 24. Oktober 1972 | 0       | 0 |
| 0                                                                                                  | Finanzamt Bochum-Mitte 5306         | Bochum Castroper Straße 40                  | Von der Stadt Bochum die Stadtbezirke Mitte, Nord und Ost | 0       | 0 |
| 0                                                                                                  | Finanzamt Bochum-Süd 5350           | Bochum Königsallee 21                       | Von der Stadt Bochum die Stadtbezirke Süd, Süd-West und Wattenscheid | 0       | 0 |
| 0                                                                                                  | Finanzamt Borken 5307               | Borken Nordring 184                         | Vom Kreis Borken die Städte Bocholt, Borken, Isselburg, Rhede, Velen und die Gemeinden Heiden, Raesfeld und Reken | 0       | 0 |
| 0                                                                                                  | Finanzamt Bottrop 5308              | Bottrop Scharnhölzstraße 32                 | Die Stadt Bottrop | 0       | 0 |
| 0                                                                                                  | Finanzamt Brilon 5309               | Brilon Almerfeldweg 30                      | Vom Hochsauerlandkreis die Städte Brilon, Hallenberg, Marsberg, Medebach, Olsberg und Winterberg | 0       | 0 |
| 0                                                                                                  | Finanzamt Bünde 5310                | Bünde Lettow-Vorbeck-Straße 2               | Vom Kreis Herford die Städte Bünde, Löhne und die Gemeinden Kirchlengern und Rödinghausen | 0       | 0 |
| 0                                                                                                  | Finanzamt Coesfeld 5312             | Coesfeld Friedrich-Ebert-Straße 8           | Vom Kreis Coesfeld die Städte Billerbeck, Coesfeld, Dülmen und die Gemeinden Havixbeck, Nottuln, Rosendahl | 0       | 0 |
| 0                                                                                                  | Finanzamt Detmold 5313              | Detmold Wotanstraße 8                       | Vom Kreis Lippe die Städte Bad Salzuflen, Blomberg, Detmold, Horn-Bad Meinberg, Lage, Lügde, Oerlinghausen, Schieder-Schwalenberg und die Gemeinden Augustdorf, Leopoldshöhe, Schlangen | 0       | 0 |
| 0                                                                                                  | Finanzamt Dortmund-Hörde 5315       | Dortmund Niederhofener Straße 3             | Von der Stadt Dortmund der Stadtbezirk Aplerbeck ohne den Bezirk Schüren und die Stadtbezirke Hörde und Hombruch | 0       | 0 |
| 0                                                                                                  | Finanzamt Dortmund-Ost 5317         | Dortmund Auf dem Hohwart 2                  | Von der Stadt Dortmund vom Stadtbezirk Aplerbeck der Bezirk Schüren und die Stadtbezirke Eving, Innenstadt-Nord, Innenstadt-Ost und Scharnhorst | 0       | 0 |
| 0                                                                                                  | Finanzamt Dortmund-Unna 5316        | Dortmund Trakehnerweg 4                     | Von der Stadt Dortmund der Stadtbezirk Brackel und vom Kreis Unna die Städte Fröndenberg, Lünen, Schwerte, Unna und die Gemeinde Holzwickede | 0       | 0 |
| 0                                                                                                  | Finanzamt Dortmund-West 5314        | Dortmund Märkische Straße 124               | Von der Stadt Dortmund die Stadtbezirke Huckarde, Innenstadt-West, Lütgendortmund und Mengede | 0       | 0 |
| 0                                                                                                  | Finanzamt Gelsenkirchen 5319        | Gelsenkirchen Ludwig-Erhard-Straße 7        | Die Stadt Gelsenkirchen | 0       | Das Finanzamt Gelsenkirchen entstand durch Zusammenlegung der Finanzämter Gelsenkirchen-Süd und Gelsenkirchen-Nord. |
| 0                                                                                                  | Finanzamt Gütersloh 5351            | Gütersloh Neuenkirchener Straße 86          | Vom Kreis Gütersloh die Städte Borgholzhausen, Gütersloh, Halle, Harsewinkel, Versmold, Werther und die Gemeinde Steinhagen | 0       | 0 |
| 0 weitere Bilder                                                                                   | Finanzamt Hagen 5321                | Hagen Schürmannstraße 7                     | Die Stadt Hagen | 0       | 0 |
| 0                                                                                                  | Finanzamt Hamm 5322                 | Hamm Grünstraße 2                           | Die Stadt Hamm und vom Kreis Unna die Städte Bergkamen, Kamen und die Gemeinde Bönen | 0       | 0 |
| 0                                                                                                  | Finanzamt Hattingen 5323            | Hattingen Rathausplatz 19                   | Vom Ennepe-Ruhr-Kreis die Städte Hattingen und Sprockhövel | 0       | 0 |
| 0                                                                                                  | Finanzamt Herford 5324              | Herford Wittekindstraße 5                   | Vom Kreis Herford die Städte Enger, Herford, Spenge, Vlotho und die Gemeinde Hiddenhausen | 0       | 0 |
| 0                                                                                                  | Finanzamt Herne 5325                | Herne Markgrafenstraße 12                   | Die Stadt Herne | 0       | 0 |
| 0                                                                                                  | Finanzamt Höxter 5326               | Höxter Bismarckstraße 11                    | Vom Kreis Höxter die Städte Bad Driburg, Beverungen, Brakel, Höxter, Marienmünster, Nieheim, Steinheim | 0       | 0 |
| 0                                                                                                  | Finanzamt Ibbenbüren 5327           | Ibbenbüren Uphof 10                         | Vom Kreis Steinfurt die Städte Greven, Hörstel, Ibbenbüren, Lengerich, Tecklenburg und die Gemeinden Hopsten, Ladbergen, Lienen, Lotte, Mettingen, Recke, Saerbeck, Westerkappeln | 0       | 0 |
| 0                                                                                                  | Finanzamt Iserlohn 5328             | Iserlohn Zollernstraße 16                   | Vom Märkischen Kreis die Städte Balve, Hemer, Iserlohn, Menden | 0       | 0 |
| 0                                                                                                  | Finanzamt Lemgo 5329                | Lemgo Engelbert-Kämpfer-Straße 18           | Vom Kreis Lippe die Städte Lemgo, Barntrup und die Gemeinden Dörentrup, Extertal, Kalletal | 0       | 0 |
| 0                                                                                                  | Finanzamt Lippstadt 5330            | Lippstadt Im Grünen Winkel 5                | Vom Kreis Soest die Städte Erwitte, Geseke, Lippstadt, Rüthen, Warstein und die Gemeinde Anröchte | 0       | 0 |
| 0                                                                                                  | Finanzamt Lübbecke 5331             | Lübbecke Bohlenstraße 102                   | Vom Kreis Minden-Lübbecke die Städte Espelkamp, Lübbecke, Preußisch Oldendorf, Rahden und die Gemeinden Hüllhorst, Stemwede | 0       | 0 |
| 0                                                                                                  | Finanzamt Lüdenscheid 5332          | Lüdenscheid Bahnhofsallee 16                | Vom Märkischen Kreis die Städte Halver, Kierspe, Lüdenscheid, Meinerzhagen und die Gemeinde Schalksmühle | 0       | 0 |
| 0                                                                                                  | Finanzamt Lüdinghausen 5333         | Lüdinghausen Bahnhofstraße 32               | Vom Kreis Coesfeld die Städte Lüdinghausen, Olfen und die Gemeinden Ascheberg, Senden und vom Kreis Unna die Städte Selm, Werne | 0       | 0 |
| 0                                                                                                  | Finanzamt Marl 5359                 | Marl Brassertstraße 1                       | Vom Kreis Recklinghausen die Städte Dorsten, Gladbeck, Haltern am See, Herten, Marl | 0       | 0 |
| 0                                                                                                  | Finanzamt Meschede 5334             | Meschede Fritz-Honsel-Straße 4              | Vom Hochsauerlandkreis die Städte Meschede, Schmallenberg und die Gemeinden Bestwig, Eslohe | 0       | 0 |
| 0                                                                                                  | Finanzamt Minden 5335               | Minden Heidestraße 10                       | Vom Kreis Minden-Lübbecke die Städte Bad Oeynhausen, Minden, Petershagen, Porta Westfalica und die Gemeinde Hille | 0       | 0 |
| 0                                                                                                  | Finanzamt Münster-Außenstadt 5336   | Münster Friedrich-Ebert-Straße 46           | Von der Stadt Münster die Stadtbezirke Hiltrup, Ost, Süd-Ost und West | 0       | 0 |
| 0                                                                                                  | Finanzamt Münster-Innenstadt 5337   | Münster Anton-Bruchausen-Straße 1           | Von der Stadt Münster die Stadtbezirke Mitte und Nord | 0       | 0 |
| 0                                                                                                  | Finanzamt Olpe 5338                 | Olpe Am Gallenberg 20                       | Der Kreis Olpe Attendorn, Drolshagen, Finnentrop, Kirchhundem, Lennestadt, Olpe, Wenden | 0       | 0 |
| 0                                                                                                  | Finanzamt Paderborn 5339            | Paderborn Bahnhofstraße 28                  | Der Kreis Paderborn (Altenbeken, Bad Lippspringe, Bad Wünnenberg, Büren, Borchen, Delbrück, Hövelhof, Lichtenau, Paderborn, Salzkotten) | 0       | 0 |
| 0                                                                                                  | Finanzamt Recklinghausen 5340       | Recklinghausen Westerholter Weg 2           | Vom Kreis Recklinghausen die Städte Castrop-Rauxel, Datteln, Oer-Erkenschwick, Recklinghausen, Waltrop | 0       | 0 |
| 0                                                                                                  | Finanzamt Schwelm 5341              | Schwelm Bahnhofplatz 6                      | Vom Ennepe-Ruhr-Kreis die Städte Breckerfeld, Ennepetal, Gevelsberg, Schwelm | 0       | 0 |
| 0                                                                                                  | Finanzamt Siegen 5342               | Siegen Weidenauer Straße 207                | Der Kreis Siegen-Wittgenstein (Bad Berleburg, Bad Laasphe, Burbach, Erndtebrück, Freudenberg, Hilchenbach, Kreuztal, Netphen, Neunkirchen, Siegen, Wilnsdorf) | 0       | 0 |
| 0                                                                                                  | Finanzamt Soest 5343                | Soest Heinsbergplatz 13                     | Vom Kreis Soest die Städte Soest, Werl und die Gemeinden Bad Sassendorf, Ense, Lippetal, Möhnesee, Welver, Wickede | 0       | 0 |
| 0                                                                                                  | Finanzamt Steinfurt 5311            | Steinfurt Ochtruper Straße 2                | Vom Kreis Steinfurt die Städte Emsdetten, Horstmar, Ochtrup, Rheine, Steinfurt und die Gemeinden Altenberge, Laer, Metelen, Neuenkirchen, Nordwalde, Wettringen | 0       | 0 |
| 0                                                                                                  | Finanzamt Warburg 5345              | Warburg Sternstraße 33                      | Vom Kreis Höxter die Städte Borgentreich, Warburg, Willebadessen | 0       | 0 |
| 0                                                                                                  | Finanzamt Warendorf 5346            | Warendorf Düsternstraße 43                  | Vom Kreis Warendorf die Städte Ennigerloh, Sassenberg, Telgte, Warendorf und die Gemeinden Beelen, Everswinkel, Ostbevern | 0       | 0 |
| 0                                                                                                  | Finanzamt Wiedenbrück 5347          | Rheda-Wiedenbrück Am Sandberg 56            | Vom Kreis Gütersloh die Städte Rheda-Wiedenbrück, Rietberg, Schloß Holte-Stukenbrock, Verl und die Gemeinden Herzebrock-Clarholz, Langenberg | 0       | 0 |
| 0                                                                                                  | Finanzamt Witten 5348               | Witten Ruhrstraße 43                        | Vom Ennepe-Ruhr-Kreis die Städte Herdecke, Wetter, Witten | 0       | 0 |

Einzelne Finanzämter haben zusätzliche Aufgaben, die sie für andere Finanzämter übernehmen, dies gilt:
- für die Besteuerung der Steuerfälle mit Einkünften aus Land- und Forstwirtschaft und mit gewerblichen Einkünften aus einer land- und forstwirtschaftlichen Tätigkeit
- für die Verwaltung der Erbschaft- und Schenkungsteuer
- für die Verwaltung der Grunderwerbsteuer
- für die Verwaltung (Steuerfestsetzung und Kasse) der Kraftfahrzeugsteuer
- für Kassenaufgaben in Straf- und Bußgeldverfahren
- für die Besteuerung von
  - Sondervermögen und Kapitalanlagegesellschaften im Sinne des § 1 des Gesetzes über Kapitalanlagegesellschaften
  - Investmentvermögen im Sinne des § 1 Satz 1 Nummer 1 des Investmentgesetzes
  - Kapitalanlagegesellschaften im Sinne des § 2 Absatz 6 des Investmentgesetzes, nach dem Körperschaftsteuergesetz, Gewerbesteuergesetz, Umsatzsteuergesetz, Vermögensteuergesetz, Gesetz über Kapitalanlagegesellschaften und Investmentsteuergesetz, sowie die diesbezügliche Körperschaftsteuerzerlegung, die Einheitsbewertung des Betriebsvermögens und die Anteilsbewertung
- für die Verwaltung der Körperschaftsteuer, des Solidaritätszuschlages, der Umsatzsteuer der Vor-REIT im Sinne des § 2 des REIT-Gesetzes vom 28. Mai 2007 (BGBl. I S. 914) in der jeweils geltenden Fassung, für die Verwaltung der Körperschaftsteuer, des Solidaritätszuschlages, der Umsatzsteuer der REIT-Aktiengesellschaften nach dem REIT-Gesetz und Durchführung der §§ 16 bis 18, 20 und 21 des REIT-Gesetzes sowie die Festsetzung und Zerlegung des Gewerbesteuermessbetrages gegenüber Vor-REIT und REIT-Aktiengesellschaften
- für die Besteuerung der im Ausland ansässigen Werkvertragsunternehmen und Werkvertragsarbeitnehmer einschließlich der Verwaltung der Lohnsteuer und der Umsatzsteuer, soweit die Besteuerung nicht nach § 20a der Abgabenordnung oder der Umsatzsteuerzuständigkeitsverordnung einem anderen Finanzamt übertragen wurde
- für die Besteuerung grenzüberschreitender Arbeitnehmerüberlassung
- für die Durchführung der §§ 2, 4, 7 bis 14 und § 18 des Außensteuergesetzes
- für die Umsatzbesteuerung
  - der Unternehmer, die nicht im Erhebungsgebiet ansässig sind und im Erhebungsgebiet auf dem Rhein oder dessen Nebenflüssen Personenschifffahrt betreiben oder Hotelschiffe einsetzen
  - innergemeinschaftlicher Erwerbe neuer Fahrzeuge durch ausländische ständige diplomatische Missionen, berufskonsularische Vertretungen sowie durch ihre ausländischen Mitglieder
- für die Bearbeitung der Anträge der Agenturen für Arbeit auf Erstattung der Zulagen für Arbeitnehmer und Arbeitnehmerinnen nach dem Berlinförderungsgesetz
- für die Verwaltung der Rennwett- und Lotteriesteuer
- für die Verwaltung der Hypothekengewinnabgabe sind abweichend von der Bezirksgliederung des § 2 zuständig:
- für die Verwaltung der Kreditgewinnabgabe und der Vermögensabgabe
- für die Verwaltung der Spielbankabgabe ist das Finanzamt Aachen-Stadt hinsichtlich der Spielbank Aachen, das Finanzamt Dortmund-Hörde hinsichtlich der Spielbank Hohensyburg, das Finanzamt Duisburg-Süd hinsichtlich der Spielbank Duisburg und das Finanzamt Minden hinsichtlich der Spielbank Bad Oeynhausen zuständig
- für die Anordnung und Durchführung von Lohnsteuer-Außenprüfungen bei Betriebsstätten (§ 41 Absatz 2 des Einkommensteuergesetzes) von Kapitalgesellschaften und juristischen Personen des öffentlichen Rechts mit jeweils mindestens 100 Arbeitnehmern sowie bei Betriebsstätten anderer Arbeitgeber mit jeweils mindestens 500 Arbeitnehmern.

## Bezeichnung, Sitz und Zuständigkeitsbereich der Prüfungsfinanzämter in den Oberfinanzbezirken Düsseldorf und Köln
Für die Anordnung und Durchführung von Außenprüfungen (ausgenommen Lohnsteuer-Außenprüfungen und Umsatzsteuer-Sonderprüfungen)
- bei Betrieben aller Größenklassen der Konzerne, zu denen mindestens ein Großbetrieb gehört
- bei Großbetrieben
- bei Körperschaften, die gemeinnützigen, mildtätigen oder kirchlichen Zwecken dienen sowie bei Berufsverbänden, die nach den einheitlichen Abgrenzungsmerkmalen zur Einordnung der Betriebe in Größenklassen der sonstigen Fallart „bedeutende, steuerbegünstigte Körperschaften und Berufsverbände“ zuzuordnen sind
- bei Personen und Gesellschaften des Privatrechts, die nach den einheitlichen Abgrenzungsmerkmalen zur Einordnung der Betriebe in Größenklassen der sonstigen Fallart „Fälle mit bedeutenden Einkünften (bE)“ zuzuordnen sind

ist die Zuständigkeit wie folgt geregelt:
| Im Oberfinanzbezirk Düsseldorf der Oberfinanzdirektion Nordrhein-Westfalen |                                                                     |                                 | |
| 0                                                                          | Finanzamt für Groß- und Konzernbetriebsprüfung Bergisches Land 5174 | Solingen Gleisdreieck 5         | die Bezirke der Finanzämter Düsseldorf-Mettmann, Hilden, Remscheid, Solingen, Velbert, Wuppertal-Barmen und Wuppertal-Elberfeld                 |
| 0                                                                          | Finanzamt für Groß- und Konzernbetriebsprüfung Düsseldorf I 5170    | Düsseldorf Kanzlerstraße 6      | die Bezirke der Finanzämter Düsseldorf-Altstadt und Düsseldorf-Nord                                                                             |
| 0                                                                          | Finanzamt für Groß- und Konzernbetriebsprüfung Düsseldorf II 5171   | Düsseldorf Kanzlerstraße 6      | die Bezirke der Finanzämter Düsseldorf-Mitte und Düsseldorf-Süd                                                                                 |
| 0                                                                          | Finanzamt für Groß- und Konzernbetriebsprüfung Essen 5172           | Essen In der Hagenbeck 64       | die Bezirke der Finanzämter Essen-NordOst, Essen-Süd, Mülheim an der Ruhr, Oberhausen-Nord, Oberhausen-Süd                                      |
| 0                                                                          | Finanzamt für Groß- und Konzernbetriebsprüfung Krefeld 5173         | Krefeld De-Greiff-Straße 199    | die Bezirke der Finanzämter Dinslaken, Duisburg-Hamborn, Duisburg-Süd, Duisburg-West, Geldern, Kleve, Krefeld, Moers, Wesel                     |
| 0                                                                          | Finanzamt für Groß- und Konzernbetriebsprüfung Mönchengladbach 5176 | Mönchengladbach Am Hockeypark 2 | die Bezirke der Finanzämter Grevenbroich, Kempen, Mönchengladbach, Neuss, Viersen                                                               |
| Im Oberfinanzbezirk Köln der Oberfinanzdirektion Nordrhein-Westfalen       |                                                                     |                                 | |
| 0                                                                          | Finanzamt für Groß- und Konzernbetriebsprüfung Aachen 5271          | Aachen Krefelder Straße 210     | die Bezirke der Finanzämter Aachen-Stadt, Aachen-Kreis, Bergheim, Brühl, Erkelenz, Euskirchen, Düren, Geilenkirchen, Jülich, Schleiden          |
| 0                                                                          | Finanzamt für Groß- und Konzernbetriebsprüfung Bonn 5272            | Bonn Kölnstraße 32 – 34         | die Bezirke der Finanzämter Bergisch Gladbach, Bonn-Außenstadt, Bonn-Innenstadt, Gummersbach, Leverkusen, Sankt Augustin, Siegburg, Wipperfürth |
| 0                                                                          | Finanzamt für Groß- und Konzernbetriebsprüfung Köln 5270            | Köln Am Gleisdreieck 7 – 9      | die Bezirke der Finanzämter Köln-Altstadt, Köln-Mitte, Köln-Nord, Köln-Ost, Köln-Porz, Köln-Süd, Köln-West                                      |

## Bezeichnung, Sitz und Zuständigkeitsbereich der Prüfungsfinanzämter im Oberfinanzbezirk Münster
Für die Anordnung und Durchführung von Außenprüfungen (ausgenommen Lohnsteuer-Außenprüfungen und Umsatzsteuer-Sonderprüfungen)
- bei Betrieben aller Größenklassen der Konzerne, zu denen mindestens ein Großbetrieb gehört
- bei Großbetrieben
- bei Körperschaften, die gemeinnützigen, mildtätigen oder kirchlichen Zwecken dienen sowie bei Berufsverbänden, die nach den einheitlichen Abgrenzungsmerkmalen zur Einordnung der Betriebe in Größenklassen der sonstigen Fallart „bedeutende, steuerbegünstigte Körperschaften und Berufsverbände“ zuzuordnen sind
- bei Personen und Gesellschaften des Privatrechts, die nach den einheitlichen Abgrenzungsmerkmalen zur Einordnung der Betriebe in Größenklassen der sonstigen Fallart „Fälle mit bedeutenden Einkünften“ zuzuordnen sind
- bei Betrieben aller Größenklassen
  - gewerblicher Art (§ 1 Absatz 1 Nummer 6 und § 4 des Körperschaftsteuergesetzes) von juristischen Personen des öffentlichen Rechts
  - von Gesellschaften des privaten Rechts, an denen juristische Personen des öffentlichen Rechts allein oder zusammen mit anderen juristischen Personen des öffentlichen Rechts zum Stichtag der letzten Einteilung der Betriebe in Größenklassen oder – soweit erst später gegründet – im Zeitpunkt ihrer Gründung unmittelbar mindestens 50 Prozent der Anteile oder der Stimmrechte zustehen oder bei denen juristische Personen des öffentlichen Rechts einzeln oder gemeinsam eine einheitliche Leitung im Sinne des § 18 Absatz 1 oder 2 des Aktiengesetzes ausüben (soweit nicht für im Einzelnen aufgeführte Wirtschaftsabteilungen Sonderzuständigkeiten bestehen)
- bei Bauherrengemeinschaften
- bei Gesellschaften, die ab der Gründung oder ab einem späteren Zeitpunkt Verlustzuweisungsgesellschaft sind, bis zum Ablauf des zehnten auf die Gründung oder den späteren Zeitpunkt folgenden Kalenderjahres
- bei geschlossenen Fonds mit Ausnahme der Verlustzuweisungsgesellschaften der Nummer 7., insbesondere Immobilienfonds, Private Equity -/Venture Capital Fonds, Schiffs-, Lebensversicherungs-, Leasing-, Portfolio-, Energie- und Medienfonds, bis zum Ablauf des zehnten auf die Gründung folgenden Kalenderjahres

ist die Zuständigkeit wie folgt geregelt:
| Im Oberfinanzbezirk Münster der Oberfinanzdirektion Nordrhein-Westfalen |                                                               |                                  | |
| 0                                                                       | Finanzamt für Groß- und Konzernbetriebsprüfung Bielefeld 5371 | Bielefeld Ravensberger Straße 90 | die Bezirke der Finanzämter Bielefeld-Außenstadt, Bielefeld-Innenstadt, Bünde, Gütersloh, Herford, Wiedenbrück                                                        |
| 0                                                                       | Finanzamt für Groß- und Konzernbetriebsprüfung Detmold 5373   | Detmold Richthofenstraße 94      | die Bezirke der Finanzämter Detmold, Höxter, Lemgo, Lübbecke, Minden, Paderborn, Warburg                                                                              |
| 0                                                                       | Finanzamt für Groß- und Konzernbetriebsprüfung Dortmund 5374  | Dortmund Auf dem Hohwart 2       | die Bezirke der Finanzämter Dortmund-Hörde, Dortmund-Ost, Dortmund-Unna, Dortmund-West, Hamm, Lippstadt, Lüdinghausen, Soest                                          |
| 0                                                                       | Finanzamt für Groß- und Konzernbetriebsprüfung Hagen 5375     | Hagen Hochstraße 43 – 45         | die Bezirke der Finanzämter Altena, Arnsberg, Brilon, Hagen, Iserlohn, Lüdenscheid, Meschede, Olpe, Siegen                                                            |
| 0                                                                       | Finanzamt für Groß- und Konzernbetriebsprüfung Herne 5372     | Herne Hauptstraße 123            | die Bezirke der Finanzämter Bochum-Mitte, Bochum-Süd, Borken, Bottrop, Gelsenkirchen-Nord, Gelsenkirchen-Süd, Hattingen, Herne, Marl, Recklinghausen, Schwelm, Witten |
| 0                                                                       | Finanzamt für Groß- und Konzernbetriebsprüfung Münster 5376   | Münster Albersloher Weg 250      | die Bezirke der Finanzämter Ahaus, Beckum, Coesfeld, Ibbenbüren, Münster-Außenstadt, Münster-Innenstadt, Steinfurt, Warendorf                                         |

## Bezeichnung, Sitz und Zuständigkeitsbereich der Strafsachenfinanzämter (Straf- und Bußgeldverfahren, Steuerfahndung)
Für Aufgaben in Straf- und Bußgeldverfahren – ohne Kassenaufgaben – wegen Steuerstraftaten und Steuerordnungswidrigkeiten, wegen Straftaten und Ordnungswidrigkeiten, auf die die Bestimmungen des Achten Teils der Abgabenordnung entsprechend anzuwenden sind, sowie für Aufgaben der Steuerfahndung, sind – soweit nichts anderes bestimmt ist – abweichend von der Bezirksgliederung die Zuständigkeiten wie folgt geregelt:
| Im Oberfinanzbezirk Düsseldorf |                                                                    |                                  | |
| 0                              | Finanzamt für Steuerstrafsachen und Steuerfahndung Düsseldorf 5181 | Düsseldorf Kruppstraße 110 – 112 | die Bezirke der Finanzämter Düsseldorf-Altstadt, Düsseldorf-Mitte, Düsseldorf-Nord, Düsseldorf-Süd, Geldern, Grevenbroich, Kempen, Kleve, Krefeld, Mönchengladbach, Moers, Neuss, Viersen                       |
| 0                              | Finanzamt für Steuerstrafsachen und Steuerfahndung Essen 5182      | Essen In der Hagenbeck 64        | die Bezirke der Finanzämter Dinslaken, Duisburg-Hamborn, Duisburg-Süd, Duisburg-West, Essen-NordOst, Essen-Süd, Mülheim an der Ruhr, Oberhausen-Nord, Oberhausen-Süd, Wesel                                     |
| 0                              | Finanzamt für Steuerstrafsachen und Steuerfahndung Wuppertal 5183  | Wuppertal Unterdörnen 96         | die Bezirke der Finanzämter Düsseldorf-Mettmann, Hilden, Remscheid, Solingen, Velbert, Wuppertal-Barmen, Wuppertal-Elberfeld                                                                                    |
| Im Oberfinanzbezirk Köln       |                                                                    |                                  | |
| 0                              | Finanzamt für Steuerstrafsachen und Steuerfahndung Aachen 5281     | Aachen Krefelder Straße 210      | die Bezirke der Finanzämter Aachen-Stadt, Aachen-Kreis, Düren, Erkelenz, Geilenkirchen, Jülich |
| 0                              | Finanzamt für Steuerstrafsachen und Steuerfahndung Bonn 5282       | Bonn Am Propsthof 17             | die Bezirke der Finanzämter Bonn-Außenstadt, Bonn-Innenstadt, Euskirchen, Sankt Augustin, Schleiden, Siegburg                                                                                                   |
| 0                              | Finanzamt für Steuerstrafsachen und Steuerfahndung Köln 5283       | Köln Am Gleisdreieck 7 – 9       | die Bezirke der Finanzämter Bergheim, Bergisch Gladbach, Brühl, Gummersbach, Köln-Altstadt, Köln-Mitte, Köln-Nord, Köln-Ost, Köln-Porz, Köln-Süd, Köln-West, Leverkusen, Wipperfürth                            |
| Im Oberfinanzbezirk Münster    |                                                                    |                                  | |
| 0                              | Finanzamt für Steuerstrafsachen und Steuerfahndung Bielefeld 5381  | Bielefeld Ravensberger Straße 90 | die Bezirke der Finanzämter Bielefeld-Außenstadt, Bielefeld-Innenstadt, Bünde, Detmold, Gütersloh, Herford, Höxter, Lemgo, Lübbecke, Minden, Paderborn, Warburg, Wiedenbrück                                    |
| 0                              | Finanzamt für Steuerstrafsachen und Steuerfahndung Bochum 5382     | Bochum Philippstraße 3           | die Bezirke der Finanzämter Bochum-Mitte, Bochum-Süd, Bottrop, Dortmund-Hörde, Dortmund-Ost, Dortmund-Unna, Dortmund-West, Gelsenkirchen-Nord, Gelsenkirchen-Süd, Herne, Lippstadt, Marl, Recklinghausen, Soest |
| 0                              | Finanzamt für Steuerstrafsachen und Steuerfahndung Hagen 5383      | Hagen Becheltestraße 32          | die Bezirke der Finanzämter Altena, Arnsberg, Brilon, Hagen, Hattingen, Iserlohn, Lüdenscheid, Meschede, Olpe, Schwelm, Siegen, Witten                                                                          |
| 0                              | Finanzamt für Steuerstrafsachen und Steuerfahndung Münster 5384    | Münster Albersloher Weg 250      | die Bezirke der Finanzämter Ahaus, Beckum, Borken, Coesfeld, Hamm, Ibbenbüren, Lüdinghausen, Münster-Außenstadt, Münster-Innenstadt, Steinfurt, Warendorf                                                       |